# Pilaria hypermeca
Pilaria hypermeca är en tvåvingeart som beskrevs av Alexander 1970. Pilaria hypermeca ingår i släktet Pilaria och familjen småharkrankar. Inga underarter finns listade i Catalogue of Life.